# Personoplysning
En personoplysning, ofte i flertalsformen personoplysninger eller persondata, er enhver form for information, der kan henføres til en bestemt person, også selv om personen kun kan identificeres, hvis oplysningen kombineres med andre oplysninger.
Personoplysninger kan for eksempel være personnumre, registreringsnumre, et billede, et fingeraftryk, en stemme, lægejournaler eller biologisk materiale, hvis det i praksis er muligt at identificere en person ud fra oplysningerne eller i kombination med andre oplysninger. Man siger, at oplysningen er "personhenførbar".
Personoplysninger er defineret i databeskyttelsesforordningen som "enhver form for information om en identificeret eller identificerbar fysisk person".
Databeskyttelsesforordningen opdeler personoplysninger i tre kategorier:
- Personoplysninger
- Særlige kategorier af personoplysninger
- Personoplysninger vedrørende straffedomme og lovovertrædelser eller tilknyttede sikkerhedsforanstaltninger

## Lovgivning og standarder

### Den Europæiske Union
- Artikel 8 i den europæiske menneskerettighedskonvention
- Databeskyttelsesforordningen vedtaget i april 2016 med virkning fra 25. maj 2018
  - erstatter databeskyttelsesdirektivet – 95/46/EF
- Direktiv 2002/58/EF (e-databeskyttelsesdirektivet)
- Direktiv 2006/24/EF artikel 5 (datalagringsdirektivet)

Flere eksempler kan findes på EU's hjemmeside for databeskyttelse.